# Sacisaurus agudoensis
Il sacisauro (Sacisaurus agudoensis) è un rettile arcosauro estinto, appartenente ai silesauridi. Visse nel Triassico superiore (Norico, circa 225 milioni di anni fa) e i suoi resti fossili sono stati ritrovati in Sudamerica.

## Descrizione
Questo animale doveva essere un rettile lungo circa 1,5 metri, alto circa 70 centimetri e dalla costituzione leggera. Le zampe posteriori, ben conservate, erano lunghe e snelle, e fanno supporre che Sacisaurus fosse piuttosto veloce. Era dotato di denti piccoli e non appuntiti (i più grandi misuravano circa 3 millimetri). La mandibola mostra chiaramente la presenza di un osso privo di denti nella parte anteriore delle fauci, tipico dei dinosauri ornitischi ma presente anche in altri arcosauri non dinosauri come Silesaurus.

## Classificazione
Sacisaurus è un membro dei silesauridi, un gruppo di arcosauri di piccole - medie dimensioni tipici del Triassico, dotati di zampe lunghe e snelle e dalle attitudini erbivore. Sacisaurus agudoensis venne descritto per la prima volta nel 2006, sulla base di fossili ritrovati nella formazione Caturrita nel Brasile meridionale. Il nome Sacisaurus si riferisce a Saci, una creatura della mitologia brasiliana dotata di una sola gamba, in quanto il fossile era privo di una zampa. L'epiteto specifico, agudoensis, si riferisce alla città di Agudo, nei pressi della quale sono stati ritrovati i fossili. 
Un'analisi cladistica effettuata nel 2011 ha indicato che, nell'ambito dei Silesauridae, il più stretto parente di Sacisaurus doveva essere l'africano Diodorus.

## Paleoecologia
I resti fossili indicano che Sacisaurus doveva essere un animale erbivoro che si cibava di foglie tenere, e dalle zampe muscolose e snelle che lo rendevano adatto alla corsa.